# Erkki Räikkönen
Erkki Aleksanteri Räikkönen, född 13 augusti 1900 i Sankt Petersburg, död 30 mars 1961, var en finländsk författare, publicist och studentpolitiker.
Räikkönen blev student 1920, filosofie kandidat 1926 och filosofie magister 1927. Under mellankrigstiden var han en central gestalt inom den finländska ultrahögern. Denne hade genom sitt deltagande i Aunus-expeditionen våren 1919 och vintern 1921–1922 bidragit till att bekämpa bolsjevismen. Under den senare karelska expeditionen var han bland annat bataljonschef och hade med sig en kamera, med vilken han tog ett antal fotografier som sedan såldes som postkort för att finansiera Akademiska Karelen-Sällskapets (AKS) verksamhet, vilket han var med om att stifta. År 1924 avgick han som sekreterare i protest mot äktfinskheten som vann insteg och menade att hatet istället borde riktas mot "ryssen". 
Efter AKS-tiden grundade han 1924 tillsammans med andra den patriotiska organisationen Självständighetsförbundet, där han var sekreterare 1926–1928 och ordförande 1931–1933. Han var 1926–1933 därtill chefredaktör för språkröret Itsenäinen Suomi. Under denna tid gjorde han Pehr Evind Svinhufvuds bekantskap, och skrev ett antal verk om denne, Ukko-Pekka (ett smeknamn som Räikkönen introducerade). 
Då Fosterländska folkrörelsen (IKL) grundades på våren 1932 spelade Räikkönen en central roll, men kom inte att befatta sig med organisationen. Efter detta lämnade han politiken en tid och grundade tidskriften Suomen Vapaussota samt förlagsaktiebolaget Sanatar. 1938 blev han huvudredaktör för tidskriften Kustaa Vaasa (finska för Gustav Vasa).
Under sin vistelse i Berlin 1940–1941 vände sig han i ett brev med en vidhängande promemoria till Heinrich Himmler. Här påpekades bland annat att Finland genast efter det nazistiska maktövertagandet hade bort orientera sig mot Tyskland, att de senaste månadernas händelser tydligt hade visat vilken olycka det demokratiska systemet förmådde bringa över landet, och att det nu vore hög tid att gå över till en auktoritär styrelseform. Han önskade se ett nazistiskt Finland. Han sökte Tysklands stöd för att göra Svinhufvud till diktator, men den tyska ledningen ansåg att Räikkönen hade för svagt politiskt stöd.
Räikkönen fortsatte dock att konspirera, främst på lägre nivå, med representanter för olika tyska parti- och statsorgan samt grundade 1942 organisationen Siniristi, vars veckotidning var Uusi Eurooppa. Enligt stadgarna hade Siniristi både utrikes- och inrikespolitiska målsättningar. 
- Att bringa Finland till ett aktivt deltagande i uppbyggnaden av det nya Europa som en fullvärdig medlem av den nya gemenskapen och att vinna erkännande för samt bekantgöra "Finlands germanska ödesgemenskap"
- Att hjälpa de finskbesläktade folken till ett självständigt nationellt liv och genomföra deras inordnande i det nya Europa
- Att införa folkgemenskapstanken i de finska förhållandena genom att placera det gemensamma intresset framför olika gruppintressen
- Att genomföra samhällelig rättvisa genom att sätta kompetens och arbete i högsätet
- Att avlägsna internationella krafters och hemliga sällskaps inflytande.

Efter kriget 1945 flyttade Räikkönen till Sverige, där han bodde fram till sin död. I Helsingborg grundade han Finlandia Förlag och var dess chef.
Från 1931 var Räikkönen gift med Ruth Alice Idman.